# HD63655
HD63655 — хімічно пекулярна зоря спектрального класу B8, що має видиму зоряну величину в смузі V приблизно  6,2.
Вона  розташована на відстані близько 1874,5 світлових років від Сонця.